# Đức Thọ
Đức Thọ là một huyện trung du nằm ở phía bắc tỉnh Hà Tĩnh, Việt Nam.

## Vị trí địa lý
Huyện Đức Thọ nằm ở phía bắc của tỉnh Hà Tĩnh, nằm cách thành phố Hà Tĩnh khoảng 57 km về phía bắc, cách trung tâm thủ đô Hà Nội khoảng 325 km về phía nam, có vị trí địa lý:
- Phía đông giáp thị xã Hồng Lĩnh và huyện Can Lộc
- Phía tây giáp huyện Hương Sơn
- Phía nam giáp huyện Vũ Quang
- Phía bắc giáp huyện Nam Đàn và huyện Hưng Nguyên thuộc tỉnh Nghệ An.

Huyện Đức Thọ có diện tích 20.904 ha, dân số năm 2009 là 104.536 người. 11% dân số theo đạo Thiên Chúa.
Đây cũng là địa phương có dự án Đường cao tốc Diễn Châu – Bãi Vọt và dự án Đường cao tốc Bãi Vọt – Hàm Nghi đang được xây dựng đi qua.

## Hành chính
Huyện Đức Thọ có 16 đơn vị hành chính cấp xã trực thuộc, bao gồm thị trấn Đức Thọ (huyện lỵ) và 15 xã: An Dũng, Bùi La Nhân, Đức Đồng, Đức Lạng, Hòa Lạc, Lâm Trung Thủy, Liên Minh, Quang Vĩnh, Tân Dân, Tân Hương, Thanh Bình Thịnh, Trường Sơn, Tùng Ảnh, Tùng Châu, Yên Hồ.

## Lịch sử
Thời Hùng Vương, Đức Thọ thuộc bộ Cửu Đức trong tổng số 15 bộ của nhà nước Văn Lang – Âu Lạc.
Thời Nhà Tần (221 TCN - 206 TCN), nhà Hán (206 TCN – 220) đô hộ, Đức Thọ nằm trong địa phận huyện Hàm Hoan (bao gồm toàn bộ vùng đất Nghệ Tĩnh) thuộc huyện Cửu Chân.
Thời nhà Đường 629 (Đường Cao Tổ) đô hộ đến thời nhà Lý, Đức thọ có tên là Cổ La thuộc Hoan Châu.
Đến thế kỷ X, vùng đất Đức Thọ nằm trong huyện Cửu Đức.
Thời nhà Lý và nhà Trần, Đức Thọ có tên là Chi La thuộc phủ Đức Quang, Nghệ An châu.
Thời Lê sơ, Đức Thọ có tên là La Giang (1428) thuộc phủ Đức Quang, xứ Nghệ An.
Thời Lê Trung Hưng (1729 - 1740) để tránh trùng với tên huý của chúa Trịnh Giang nên đổi La Giang thành La Sơn thuộc phủ Đức Quang, trấn Nghệ An.
Thời Minh Mạng (1822) vì trùng tên huý nên phủ Đức Quang đổi tên thành phủ Đức Thọ. Huyện La Sơn (thuộc phủ Đức Thọ) tồn tại đến đầu thế kỷ XX, do phủ Đức Thọ kiêm nhiếp.
Năm Duy Tân thứ 9 (1915), tách tổng Đồng Công nhập về Đức Thọ. Tổng Đồng Công khi đó gồm các xã: Đức Hoà, Đức Lạc, Ân Phú.
Năm Khải Định thứ 6 (1921), tách tổng Lai Thạch thuộc Đức Thọ chuyển về huyện Can Lộc.
Sau 1945, huyện La Sơn đổi thành huyện Đức Thọ như hiện nay.
Trong các năm 1946 - 1947, sáp nhập các làng: Lâm Thao, Hòa Duyệt thuộc tổng Hương Khê, các làng: Thượng Bồng, Hạ Bồng, Phương Duệ, Yên Duệ thuộc tổng Thượng Bồng và xã Ân Phú thuộc tổng Dị Ốc, huyện Hương Sơn vào huyện Đức Thọ và chuyển thành 7 thôn thuộc xã Đồng Công (xã Đồng Công bao gồm 2 xã Ân Phú, Hoà Lạc ngày nay).
Năm 1948, lại tách nhập các xã, xã Ân Phú đổi tên thành xã Đức Ân, năm 1972 lại đổi trở lại là Ân Phú.
Ngày 13 tháng 1 năm 1969, thành lập xã Tân Hương ở vùng khai hoang thuộc huyện Đức Thọ.
Từ năm 1976 đến năm 1991, huyện Đức Thọ thuộc tỉnh Nghệ Tĩnh, gồm thị trấn Đức Thọ và 40 xã: Ân Phú, Châu Phong, Đức An, Đức Bồng, Đức Bùi, Đức Châu, Đức Diên, Đức Đồng, Đức Dũng, Đức Giang, Đức Hòa, Đức Hương, Đức La, Đức Lạc, Đức Lâm, Đức Lạng, Đức Lập, Đức Liên, Đức Lĩnh, Đức Long, Đức Nhân, Đức Ninh, Đức Phúc, Đức Quang, Đức Tân, Đức Thanh, Đức Thịnh, Đức Thuận, Đức Thủy, Đức Trường, Đức Tùng, Đức Vĩnh, Đức Xá, Đức Yên, Tân Hương, Thái Yên, Trung Lễ, Trung Lương, Tùng Ảnh, Yên Thái.
Ngày 23 tháng 2 năm 1977, hợp nhất 2 xã Đức Tân và Đức Trường thành xã Trường Sơn, sáp nhập xóm Minh Giang của xã Đức Giang vào xã Đức Đồng.
Ngày 1 tháng 2 năm 1978, hợp nhất 2 xã Đức Bùi và Đức Xá thành xã Bùi Xá, hợp nhất 2 xã Đức Diên và Đức Phúc thành xã Yên Hồ, hợp nhất 2 xã Đức Ninh và Yên Thái thành xã Liên Minh, hợp nhất 2 xã Châu Phong và Tùng Ảnh thành xã Tùng Ảnh, sáp nhập xóm Bồng Phúc của xã Đức Bồng vào xã Đức Lạng.
Ngày 19 tháng 9 năm 1981, thành lập thị trấn Hồng Lĩnh.
Từ năm 1991, huyện Đức Thọ thuộc tỉnh Hà Tĩnh, gồm 2 thị trấn: Đức Thọ (huyện lỵ), Hồng Lĩnh và 35 xã: Ân Phú, Bùi Xá, Đức An, Đức Bồng, Đức Châu, Đức Đồng, Đức Dũng, Đức Giang, Đức Hòa, Đức Hương, Đức La, Đức Lạc, Đức Lâm, Đức Lạng, Đức Lập, Đức Liên, Đức Lĩnh, Đức Long, Đức Nhân, Đức Quang, Đức Thanh, Đức Thịnh, Đức Thuận, Đức Thủy, Đức Tùng, Đức Vĩnh, Đức Yên, Liên Minh, Tân Hương, Thái Yên, Trung Lễ, Trung Lương, Trường Sơn, Tùng Ảnh, Yên Hồ.
Ngày 2 tháng 3 năm 1992, tách thị trấn Hồng Lĩnh, xã Trung Lương, xã Đức Thuận và một phần xã Đức Thịnh thuộc huyện Đức Thọ để thành lập thị xã Hồng Lĩnh.
Sau khi thành lập thị xã Hồng Lĩnh, huyện Đức Thọ còn lại thị trấn Đức Thọ và 33 xã: Ân Phú, Bùi Xá, Đức An, Đức Bồng, Đức Châu, Đức Đồng, Đức Dũng, Đức Giang, Đức Hòa, Đức Hương, Đức La, Đức Lạc, Đức Lâm, Đức Lạng, Đức Lập, Đức Liên, Đức Lĩnh, Đức Long, Đức Nhân, Đức Quang, Đức Thanh, Đức Thịnh, Đức Thủy, Đức Tùng, Đức Vĩnh, Đức Yên, Liên Minh, Tân Hương, Thái Yên, Trung Lễ, Trường Sơn, Tùng Ảnh, Yên Hồ.
Ngày 8 tháng 6 năm 1994, Chính phủ ban hành Nghị định số 48-CP. Theo đó, sáp nhập toàn bộ 197 ha với 1.730 nhân khẩu của thôn Mai Hồ thuộc xã Đức Yên vào thị trấn Đức Thọ.
Ngày 4 tháng 8 năm 2000, tách 6 xã: Ân Phú, Đức Liên, Đức Hương, Đức Bồng, Đức Lĩnh và Đức Giang để thành lập huyện Vũ Quang. Huyện Đức Thọ còn lại 1 thị trấn và 27 xã.
Đến cuối năm 2018, huyện Đức Thọ có thị trấn Đức Thọ và 27 xã: Bùi Xá, Đức An, Đức Châu, Đức Đồng, Đức Dũng, Đức Hòa, Đức La, Đức Lạc, Đức Lâm, Đức Lạng, Đức Lập, Đức Long, Đức Nhân, Đức Quang, Đức Thanh, Đức Thịnh, Đức Thủy, Đức Tùng, Đức Vĩnh, Đức Yên, Liên Minh, Tân Hương, Thái Yên, Trung Lễ, Trường Sơn, Tùng Ảnh, Yên Hồ.
Ngày 21 tháng 11 năm 2019, Ủy ban Thường vụ Quốc hội ban hành Nghị quyết số 819/NQ-UBTVQH14 về việc sắp xếp các đơn vị hành chính cấp xã thuộc tỉnh Hà Tĩnh (nghị quyết có hiệu lực từ ngày 1 tháng 1 năm 2020). Theo đó:
- Sáp nhập ba xã Đức La, Đức Nhân và Bùi Xá thành xã Bùi La Nhân
- Sáp nhập ba xã Trung Lễ, Đức Thủy và Đức Lâm thành xã Lâm Trung Thủy
- Sáp nhập ba xã Đức Thanh, Đức Thịnh và Thái Yên thành xã Thanh Bình Thịnh
- Sáp nhập xã Đức Tùng và xã Đức Châu thành xã Tùng Châu
- Sáp nhập xã Đức Vĩnh và xã Đức Quang thành xã Quang Vĩnh
- Sáp nhập xã Đức An và xã Đức Dũng thành xã An Dũng
- Sáp nhập xã Đức Hòa và xã Đức Lạc thành xã Hòa Lạc
- Sáp nhập xã Đức Long và xã Đức Lập thành xã Tân Dân
- Sáp nhập xã Đức Yên vào thị trấn Đức Thọ.

Huyện Đức Thọ có 1 thị trấn và 15 xã như hiện nay.

## Văn hóa

### Truyền thống
Đức Thọ xưa kia có tên gọi là La Sơn thuộc phủ Đức Quang (gồm cả Hương Sơn, Thiên Lộc, Nghi Xuân, Thanh Chương, Nghi Lộc...) được xem là vùng "địa linh nhân kiệt" của xứ Nghệ. Trong thời kỳ phong kiến, Đức Thọ có 39 vị đại khoa (Tiến sĩ) với những dòng họ nổi tiếng khoa bảng như: Lê Văn, Hoàng Xuân, Phan Đình, Hà Học,... và các làng giàu truyền thống văn hoá như: Yên Hồ, Đông Thái, Trung Lễ, Bùi Xá...
Thời phong kiến Hà Tĩnh có 4 vị trạng nguyên thì Đức Thọ có 2 vị là Đào Tiêu và Đoàn Nguyên Lợi đều quê ở Yên Hồ.
Nhiều người thành đạt xuất thân từ Đức Thọ, như nhà ngoại giao Nguyễn Biểu (đời Trần), nhà văn hóa Bùi Dương Lịch; Hoàng giáp Bùi Thức Kiên; Thượng thư, Tiến sĩ Phan Bá Đạt; lãnh đạo phong trào Cần Vương, Đình nguyên Tiến sĩ Phan Đình Phùng, các chí sĩ Lê Văn Huân, Lê Thước, Lê Ninh, nhà cách mạng Trần Phú, nhà thơ Huy Cận, nhà khoa học Hoàng Xuân Hãn, Luật sư Phan Anh, Luật sư Phan Mỹ, nhà toán học Lê Văn Thiêm, nhà văn Hoàng Ngọc Phách, Trung tướng Hoàng Hữu Thái, Tư lệnh Hải Quân QĐND Việt Nam, Phạm Văn Huyến; nhà thơ Thái Can, Luật sư Phạm Khắc Hòe.
Ngoài ra, còn có một nhân vật lịch sử khác cũng rất nổi tiếng nữa là Hoàng Cao Khải. Ông bị xem khinh vì đã cam tâm phục vụ hết lòng thực dân Pháp xâm lược, nhưng chính người Pháp từng nghi ngờ ông là một trợ lực ngầm cho phong trào Duy tân và Đông du, và ngay Phan Châu Trinh cũng có liên lạc thư từ với ông.
Trong số những người nổi tiếng hiện nay, từ huyện Đức Thọ có: 
- Giáo sư, TSKH, Viện sĩ Vật lý Đào Vọng Đức
- Nữ luật sư Ngô Bá Thành
- Giáo sư văn học Hoàng Xuân Nhị
- Giáo sư- nhà phê bình văn học Hoàng Ngọc Hiến
- Giáo sư, nhà sinh học Võ Quý
- Nhà văn hóa Hà Xuân Trường
- Giáo sư- nhà Đông Nam Á học Phạm Đức Dương
- Giáo sư Phan Văn Tiệm, nguyên Ủy viên Trung ương Đảng, nguyên Bộ trưởng, chủ nhiệm Ủy ban vật giá chính phủ;
- Tiến sĩ Cù Huy Hà Vũ.
- Võ Hồng Phúc (Bộ trưởng Bộ Kế hoạch và Đầu tư)
- Giáo sư Hà Học Trạc, (Chủ tịch Liên hiệp các hội khoa học kỹ thuật Việt Nam
- Đạo diễn sân khấu Nghệ sĩ Nhân dân Phạm Thị Thành
- Nhà báo Phạm Khắc Lãm (nguyên Tổng Giám đốc Đài Truyền hình Việt Nam)
- Nguyễn Minh Quang-Bộ trưởng Bộ Tài nguyên và Môi trường
- Luật sư Trịnh Hồng Dương (nguyên Chánh án Tòa án Nhân dân Tối cao Việt Nam)
- Luật sư Lê Thúc Anh (nguyên Phó Chánh án Tòa án Nhân dân Tối cao Việt Nam)
- Thượng tướng Võ Trọng Việt - Chủ nhiệm Ủy ban Quốc phòng và An ninh Quốc hội. Nguyên Thứ trưởng Bộ Quốc phòng (2015-2016).
- Giáo sư Mai Trọng Nhuận (nguyên Giám đốc Đại học Quốc gia Hà Nội)
- Giáo sư, Tiến sĩ, Nghệ sĩ nhân dân, Nhà giáo nhân dân, Anh hùng lao động Trần Bạch Thu Hà (nguyên Giám đốc Nhạc viện Hà Nội)
- Nhà điêu khắc Điềm Phùng Thị
- Nhà văn, nhà thơ Xuân Thiều
- Trần Viết Ngãi, Nguyên tổng giám đốc điện lực Việt Nam, chủ tịch hiệp hội năng lượng việt nam
- Giáo sư, Tiến sĩ, Nhà giáo nhân dân Trần Văn Bính (Nguyên Viện trưởng Viện Văn hóa phát triển,Học viện Chính trị Quốc gia Hồ Chí Minh. Nguyên phó chủ nhiệm Hội đồng tư vấn về văn hóa thuộc Ủy ban Trung ương Mặt trận Tổ quốc Việt Nam)

### Di tích và danh thắng
- Đền thờ Nguyễn Biểu: Di tích thuộc xã Yên Hồ, đền được xây dựng vào thời nhà Lê để tưởng nhớ công lao của Nguyễn Biểu.
- Mộ Phan Đình Phùng tại xã Tùng Ảnh.
- Nhà thờ Phan Đình Phùng tại xã Tùng Ảnh: Di tích lịch sử văn hóa quốc gia (2007).
- Khu lưu niệm Trần Phú ở xã Tùng Ảnh: Khu lưu niệm danh nhân lịch sử cách mạng.
- Nhà thờ và mộ Lê Bôi ở xã Tùng Ảnh: Danh nhân lịch sử thế kỷ 15
- Đền Cả Du Đồng ở xã Đức Đồng: Di tích kiến trúc thế kỷ 15.
- Chùa Am ở xã Đức Hoà: Di tích kiến trúc thế kỷ 15.
- Đền thờ Ngô Thị Ngọc Dao ở xã Đức Thịnh: Danh nhân lịch sử thế kỷ 15.
- Đền Voi Mép ở xã Đức Thủy: Di tích kiến trúc thế kỷ 15.
- Đền thờ Trần Duy ở xã Đức Châu: Danh nhân lịch sử thế kỷ 16
- Nhà thờ Bùi Dương Lịch ở xã Tùng Ảnh: Danh nhân lịch sử - văn hóa thế kỷ 18
- Nhà thờ Lê Ninh và họ Lê ở xã Trung Lễ Lưu trữ ngày 12 tháng 1 năm 2014 tại Wayback Machine: Danh nhân lịch sử thế kỷ 19
- Đền Thái Yên ở xã Thái yên
- Đền Đinh Lễ: ở xã Tùng Ảnh {Quyết định số: 03/2006/QĐ-BVHTT}.
- Nhà thờ Hoàng Trừng ở xã Đức Nhân
- Chùa Vền ở xã Đức Tùng
- Chùa Phượng Tường ở xã Trường Sơn
- Chùa Hoa Lâm ở xã Đức Lâm
- Thắng cảnh núi Tùng Lĩnh, Sông La và bến Tam Soa, cầu Linh Cảm
- Cầu Cố Bá ở Đức Lạc, Đền chợ nướt ở Bình Minh Đức Lạc
- Đền Kim Nghê tại thôn Hà Cát, xã Đức lạng
- Đền Cả tại xã Đức Xá
- Đền Thờ Thánh Mẫu Thượng Thiên ở Đông xá xã Hoà Lạc
- Đền Tượng Lĩnh xã Hoà Lạc
- Đền quanh xã Hoà Lạc

### Lễ hội truyền thống
- Hội lễ đền Thái Yên ở xã Thái Yên: Vào mùa xuân hàng năm ở Thái Yên đều có lễ hội đền sau đó người dân xã Thái Yên tổ chức các hoạt động văn hóa, thể thao đến tận rằm tháng giêng như: kéo co, thi đấu bóng đá, bóng chuyền, bống bàn, cờ tướng, thi văn nghệ. Đặc biệt cứ hai năm một lần Thái Yên lại tổ chức rước kiệu vào ngày mồng 7 tháng giêng.
- Hội xuân và trò chơi vạt cầu ở xã Trung Lễ: Đầu mùa xuân.
- Hội hát ghẹo và tục ăn cá gỏi ở Mỹ Xuyên, xã Đức Lập: vào cuối xuân, đầu hạ.
- Lễ rước Hến ở Kẻ Thượng ở xã Trường Sơn, Đức Thọ: 07 tháng Giêng âm lịch

## Làng nghề
- Làng mộc Thái Yên: thuộc xã Đức Bình, huyện Đức Thọ. Thợ mộc Thái Yên giỏi nghề kiến trúc nhà cửa, đình chùa với kỹ thuật cao về chạm, trổ, tiện, xoi...Đồng thời rất khéo tay làm đồ gia dụng kiểu mới như: giường, tủ, bàn ghế....Hàng mộc Thái Yên nổi tiếng trong nước, kể cả Hà Nội, Hải Phòng, Sài Gòn và cũng ăn khách ở Hồng Kông, Thượng Hải. Một phần này cũng nhờ vào những tên tuổi được mệnh danh là những bậc kỳ tài về chạm trổ "Long, Ly, Quy, Phượng" như: Cửu Ngại, ông Hồng, Võ Hồng.
- Làng đóng thuyền Trường Xuân: thuộc xã Trường Sơn, huyện Đức Thọ, và làng có 170 hộ làm nghề đóng thuyền, xẻ gỗ. Thợ đóng thuyền Trường Xuân đã đóng hàng nghìn thuyền lớn nhỏ phục vụ đánh cá, vận tải trong hai cuộc kháng chiến, đến nay nghề truyền thống này vẫn được duy trì tốt.
- Rượu Đức Thanh nay gọi là rượu Thanh Lạng, thuộc xã Đức Thanh, có truyền thống nấu Rượu từ hồi xa xưa, rất nổi tiếng với loại rượu cất từ gạo nếp, được nấu với công nghệ thủ công truyền thống "3 nồi".